# Vilém Prečan
Vilém Prečan (* 9. ledna 1933, Olomouc) je český historik, zabývající se moderními českými dějinami.

## Život a dílo
Narodil se v rodině lékaře, synovce olomouckého arcibiskupa Leopolda Prečana. Dětství prožil v Bystřici nad Pernštejnem, kde ještě jako dítě pomáhal spolu s rodiči partyzánům a po válce se stal jedním z nejmladších držitelů Československé medaile Za zásluhy. Rodiče vstoupili do ilegální KSČ již za války, Vilém Prečan je následoval po dosažení zletilosti v roce 1951. Vystudoval Vysokou školu politických a hospodářských věd, specializoval se na dějiny KSČ. Po krátkém působení v Bratislavě působil v letech 1957–1970 v Historickém ústavu ČSAV.
Věnoval se mj. vztahům Čechů a Slováků ve 40. letech 20. století, významně zasáhl do debaty o federalizaci Československa. Podílel se na vydání sborníku dokumentů Sedm pražských dnů, 21.–27. 8. 1968. V roce 1970 byl propuštěn z ČSAV, vyloučen z KSČ a trestně stíhán. Následně pracoval jako topič v Motolské nemocnici, uklízeč, pomocník ve skladu, vrátný a šatnář a zároveň publikoval v exilovém tisku a v samizdatu. 
Roku 1976 emigroval do SRN, kde se vrátil k profesi historika. V roce 1986 spoluzaložil a do roku 1994 vedl Československé dokumentační středisko nezávislé literatury v Scheinfeldu, které shromažďovalo fondy samizdatové literatury, osobností a institucí kulturního i společenského života v exilu.
Po návratu do Československa založil Ústav pro soudobé dějiny ČSAV, jehož byl v letech 1990–1998 ředitelem, a odborný časopis Soudobé dějiny. Postupně do ústavu přestěhoval celý archiv a knihovnu dokumentačního střediska nezávislé literatury ze Scheinfeldu, při katalogizaci byla jeho významnou spolupracovnicí Věra Břeňová.
V roce 1995 byl jmenován docentem na Filozofické fakultě Univerzity Karlovy a v roce 2005 profesorem historie na Univerzitě Palackého. V letech 2008–2010 byl a od roku 2013 je znovu členem vědecké rady Ústavu pro studium totalitních režimů.

## Ocenění
Dne 28. října 1998 obdržel z rukou prezidenta ČR Václava Havla Řád Tomáše Garrigua Masaryka III. třídy.
Dále je držitelem Ceny ČSAV za popularizaci vědy za rok 1991, Ceny za literaturu Bavorské akademie krásných umění pro rok 1993 (za činnost ČSDS), Pamětní medaile Františka Palackého Akademie věd ČR za zásluhy ve společenských vědách za rok 1998, Medaile ministra školství, mládeže a tělovýchovy I. stupně za rok 1999, Mezinárodní ceny Slovenské akademie věd za rok 2001, Pamětní medaile Karla Kramáře za rok 2009 a Vyznamenání Zlaté lípy za rok 2012.
Další ocenění mu udělila 1. ledna 2023 slovenská prezidentka Zuzana Čaputová, když Prečana dekorovala státním vyznamenáním uděleným za zásluhy o rozvoj vztahů mezi Českou republikou a Slovenskem.